# Wildon
Wildon é um município da Áustria, situado no distrito de Leibnitz, na estado da Estíria. Tem 32,67 km² de área e sua população em 2019 foi estimada em 5.423 habitantes.